# Idioma xhosa
El xhosa (AFI: [ᵏǁʰóːsa] (escuchar)ⓘ) es un idioma bantú, una de las once lenguas oficiales de Sudáfrica. Es hablada por aproximadamente 7,9 millones, equivalente al 18 % de la población sudafricana.
Como la mayoría de las lenguas bantúes, el xhosa es una lengua tonal, es decir, que la misma secuencia de consonantes y vocales tiene diferente significado si está dicha con una entonación ascendiente o descendiente, alta o baja. Una de las características más distintivas es la prominencia de consonantes con clic; la palabra "xhosa" comienza con un clic.
El xhosa se escribe con el alfabeto latino. Se usan tres letras para representar los clics básicos: c para los clics dentales, x para los laterales y q para los postalveolares (ver tabla de consonantes más abajo). Los tonos no se indican en la forma escrita.
También gracias al misionero metodista inglés William Boyce se creó una forma organizada de escritura durante los años de 1800 con el que se empezó a escribir el Evangelio de Lucas.

## Alfabeto

### Consonantes
|             |                   | Labial  | Dental / Alveolar | Dental / Alveolar | Postalveolar / Palatal | Velar    | Glotal |
| Central     | Lateral           | Labial  |                   |                   | Postalveolar / Palatal | Velar    | Glotal |
| Chasquido   | sorda             |         | [kǀ] c            | [kǁ] x            | [kǃ] q                 |          |        |
| Chasquido   | aspirada          |         | [kǀʰ] ch          | [kǁʰ] xh          | [kǃʰ] qh               |          |        |
| Chasquido   | murmurado         |         | [ɡǀʱ] gc          | [ɡǁʱ] gx          | [ɡǃʱ] gq               |          |        |
| Chasquido   | nasal sonoro      |         | [ŋǀ] nc           | [ŋǁ] nx           | [ŋǃ] nq                |          |        |
| Chasquido   | nasal murmurado   |         | [ŋǀʱ] ngc         | [ŋǁʱ] ngx         | [ŋǃʱ] ngq              |          |        |
| Chasquido   | nasal glotalizado |         | [ŋ̊ǀˀ] nkc         | [ŋ̊ǁˀ] nkx         | [ŋ̊ǃˀ] nkq              |          |        |
| Oclusiva    | eyectiva          | [pʼ] p  | [tʼ] t            |                   | [tʲʼ] ty               | [kʼ] k   |        |
| Oclusiva    | aspirada          | [pʰ] ph | [tʰ] th           |                   | [tʲʰ] tyh              | [kʰ] kh  |        |
| Oclusiva    | murmurado         | [bʱ] bh | [dʱ] d            |                   | [dʲʱ] dy               | [ɡʱ] g   |        |
| Oclusiva    | implosiva         | [ɓ] b   |                   |                   |                        |          |        |
| Africada    | eyectiva          |         | [ʦʼ] ts           |                   | [ʧʼ] tsh               | [kxʼ] kr |        |
| Africada    | aspirada          |         | [ʦʰ] ths          |                   | [ʧʰ] thsh              |          |        |
| Africada    | murmurado         |         | [ʣʱ] dz           |                   | [ʤʱ] j                 |          |        |
| Fricativa   | sorda             | [f] f   | [s] s             | [ɬ] hl            | [ʃ] sh                 | [x] rh   | [h] h  |
| Fricativa   | murmurado         | [v̤] v   | [z̤] z             | [ɮ̈] dl            |                        | [ɣ̈] gr   | [ɦ̤] hh |
| Nasal       | sonoro            | [m] m   | [n] n             |                   | [nʲ] ny                | [ŋ] n’   |        |
| Nasal       | murmurado         | [m̤] mh  | [n̤] nh            |                   | [n̤ʲ] nyh               |          |        |
| Aproximante | sonoro            |         |                   | [l] l             | [j] y                  | [w] w    |        |
| Aproximante | murmurado         |         |                   | [l̤] lh            | [j̈] yh                 | [w̤] wh   |        |